# Milena (bướm nhảy)
Milena là một chi bướm ngày thuộc họ Bướm nâu.